# Tristan Bangma
Tristan Bangma (* 6. Oktober 1997 in Donkerbroek) ist ein niederländischer Radsportler. Er ist sehbehindert und startet in der Paracycling-Klasse B (Tandem mit Pilot).

## Sportlicher Werdegang
Als Tristan Bangma acht Jahre alt war, wurde bei ihm eine degenerative Erkrankung des Sehnervs (Optikusatrophie) festgestellt. Damals betrug seine Sehkraft nur noch 25 Prozent. Lange Zeit war er deprimiert, und seine Sehkraft verschlechterte sich auf ein Prozent, so dass er in der Schule keinen Sport mehr betreiben konnte. Auch konnte er nicht mehr allein mit dem Fahrrad fahren, so dass ihn sein Vater auf einem Tandem mitnahm. Ein Lehrer und sein Vater, ein begeisterter Radsportfan, brachten ihn auf die Idee, Paracycling zu betreiben. 2012 nahm er an einem paralympischen Talenttag teil und wurde prompt in das niederländische Team aufgenommen.
2012 wurde Tristan Bangma in Apeldoorn niederländischer Meister im Sprint auf der Bahn und konnte sich bei weiteren Wettbewerben, auch auf der Straße, gut platzieren. Im selben Jahr wurde die Stichting Tandemteam Bangma eingerichtet, die es Bangma finanziell ermöglicht, seinen Sport zu betreiben.
2016 startete Bangma bei den Sommer-Paralympics 2016 in Rio de Janeiro und errang mit seinem Piloten Teun Mulder die Goldmedaille im Zeitfahren auf der Bahn. Fünf Jahre später, bei den Sommer-Paralympics in Tokio gewann er erneut Gold, in der Verfolgung, sowie Silber im Straßenrennen. Sein Pilot war nun Patrick Bos, da Meulder nach den Spielen in Rio seine Radsportlaufbahn beendet hatte. Mit Bos legte Bangma seinen Schwerpunkt auf die Disziplinen Einerverfolgung, Zeitfahren und Straßenrennen.
Bis einschließlich 2023 errang Tristan Bangma drei Medaillen bei Paralympischen Spielen, sechs Goldmedaillen bei Weltmeisterschaften, sechs Medaillen bei Europameisterschaften, 16 Erfolge bei Weltcup-Rennen sowie 13 Titel bei nationalen Meisterschaften. Darüber hinaus errang er zahlreiche weitere Podiumsplätze sowie vordere Plätze bei Straßenrennen.

## Ehrungen
2016 wurden Bangma und Mulders zu Rittern des Ordens von Oranien-Nassau ernannt.